# Hydrovatus marlieri
Hydrovatus marlieri är en skalbaggsart som beskrevs av Guignot 1956. Hydrovatus marlieri ingår i släktet Hydrovatus och familjen dykare. Inga underarter finns listade i Catalogue of Life.